# Frank Klepacki

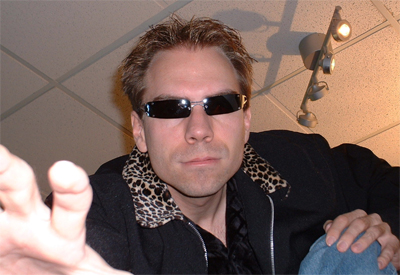
Frank Klepacki, aus seinem Album Morphscape (2002)

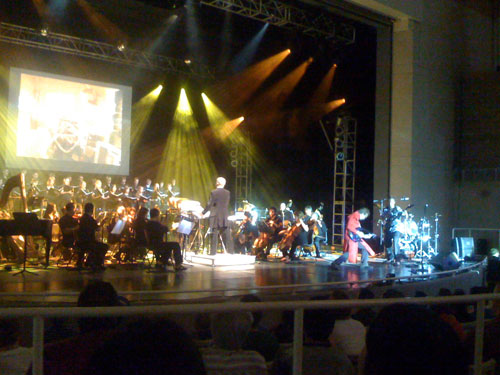
Frank Klepacki (rechts am Bühnenrand mit rotem Mantel) bei Video Games Live während er Hell March spielt (2008)

Frank Klepacki (* 25. Mai 1974) ist ein amerikanischer Videospielmusik-Komponist und Musiker.
Er komponierte die Musikstücke zu diversen Computerspielen, wie zum Beispiel der Command-&-Conquer-Reihe (alle Teile vor Command & Conquer: Generals) oder der Dune-Spiele von Westwood Studios. Zu seinen bekannten Stücken zählen Hell March, No Mercy, Face the Enemy oder Act on Instinct. Klepacki bedient sich bei seinen Werken unterschiedlicher Stilrichtungen. So fallen einige seiner Stücke eher in das Genre Rock, während andere wiederum eher Electronic oder Hip-Hop zuzuordnen sind.
Neben seiner Musik für Videospiele komponierte er auch Lieder für Werbung, Filme und TV-Sendungen.
Frank Klepacki war Mitglied der Bands I AM und Home Cookin’, bevor er eine Reihe eigener Soloalben veröffentlichte:
- Morphscape (2002)
- Rocktronic (2004)
- Virtual Control (2005)
- Awakening of Aggression (2006)
- Infiltrator (2009)
- Viratia (2009)
- Conquering 20 Years (2012)
- Digital Frontiers (2016)
- Game On! (Tina Guo, 2017)
- Transform (2018)
- Coded Number (2020)

Des Weiteren ist er seit 2003 Drummer der Band The Bitters.
Seit 2004 ist er als Audio Director beim Spieleentwickler Petroglyph Games angestellt und arbeitete dort an der Musik zum Star-Wars-Videospiel Star Wars: Empire at War sowie dem Echtzeit-Strategiespiel Universe at War: Earth Assault.
Im Juni 2008 wurde bekannt, dass Klepacki die Musik für Command & Conquer: Alarmstufe Rot 3 komponieren würde. Klepacki kehrte damit nach sechs Jahren Abwesenheit als Komponist der Reihe zurück. Frank Klepacki arbeitete auch an der Musik der Command & Conquer Remastered Collection. Er remixte sieben Stunden seiner Musik für das Spiel.